# 御講汁
御講汁（ごこうじる）は、伊勢の報恩講でふるまわれる料理。ほんこ汁とも言われる。

## 概要
毎年1月と11月に報恩講を営み、それぞれ同行（どうぎょう）の家々を読経して回る。1月であれば、15日の夕方から講元に集まり、その家でその夜の回る順番を決め、それぞれ組内を読経しながら回り、家々では茶菓などを供する。1日の回り終わりは夜半になるが、寒中であるから、打ち止めの家では温かい食物を供して散会となる。翌16日は早朝から講元の家に集まり、読経を済ませた後、饗応にあずかるのである。このとき、御講汁が供される。
調理法は、まず正味噌をすって汁を作り、大鍋に入れ、ニンジンを小口3cmほどに切って山盛りに入れ、これに油揚げのごく細く引いたものを加えて、始め強火で煮、一旦煮立ちした後、とろ火で煮ること3日間、この間あるいは火を下して蒸し、また煮る。こうすればニンジンは煮熟してベッコウのように綿のようにやわらかく、噛む必要がない。
これが好きな人は鯛より美味いと言い、上客にはこれを饗応する。第一の御馳走であるとされる。